# 忠孝橋

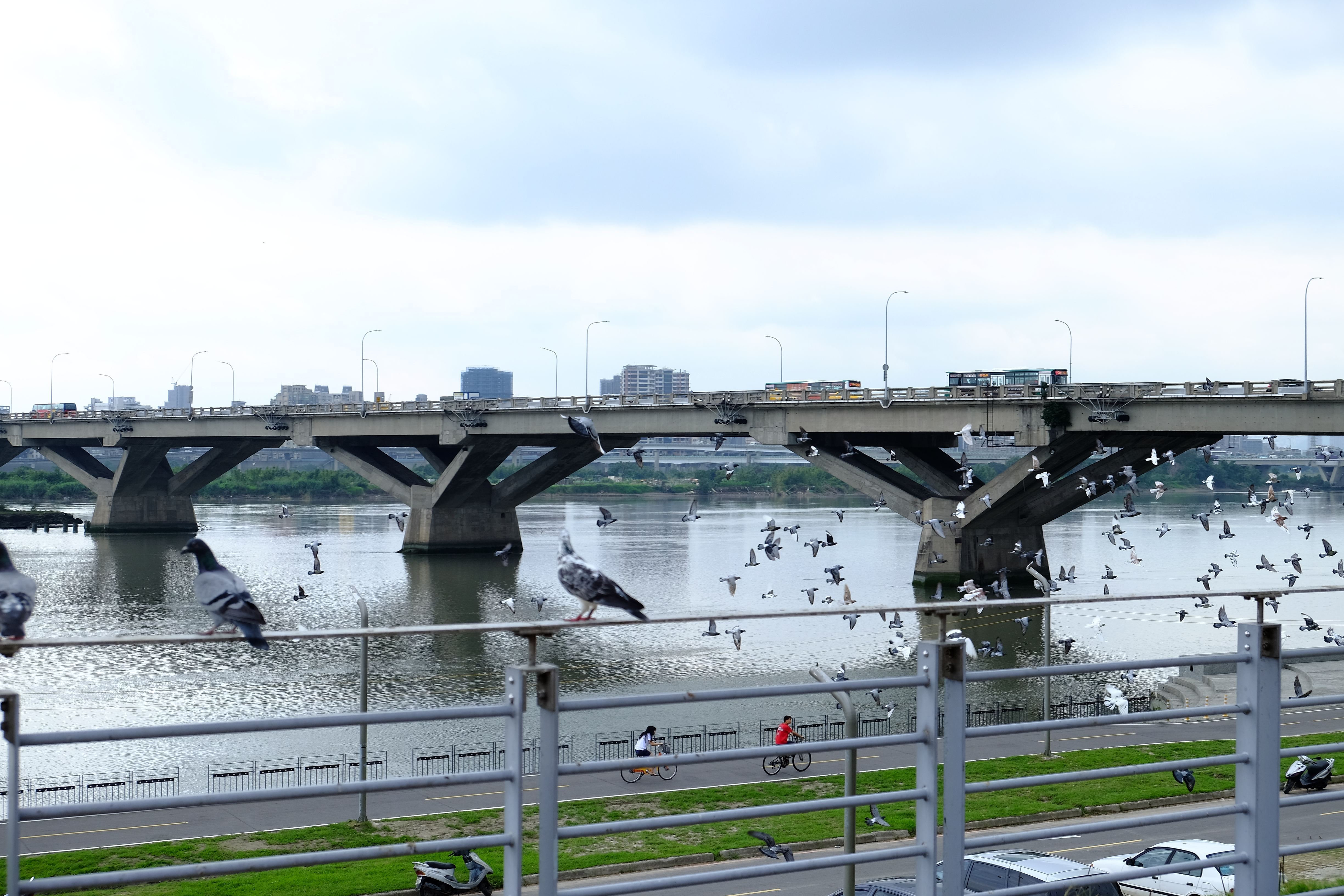
忠孝橋三重端

忠孝橋是位於臺灣北部河川淡水河的橋樑，啟用於1982年5月1日，為臺北盆地內重要的聯絡通道之一，同時劃入台1線路段。全橋以新北市三重區重安街為起點，跨越淡水河河道後，連接至臺北市中正區、萬華區的忠孝西路與西寧南北路口。主橋全長519公尺、寬31.5公尺，設有6線快車道，2線慢車道與人行道。
忠孝橋是距離臺北車站最近的淡水河橋梁，東向（臺北市區端）銜接環河南北快速道路、市民大道高架道路以及臺北站前商圈，西向（三重端）則銜接中山高架道路（或稱臺一線高架道路；過104市道（重陽路）則與平面道路新北大道共構）。東向原本還連結1978年10月10日通車的北門高架道路（又稱北門高架橋），該道路跨越當時還以平面方式行經於此的臺灣鐵路縱貫線，並兼具忠孝橋的引道功能（一般稱忠孝橋引道），紓解周邊因臺鐵平交道而造成的壅塞現象；由於北門高架道路阻礙臺北府城北門景觀甚大，在跨越的縱貫線鐵路於1989年的臺北鐵路地下化專案第一階段完成後全面地下化，臺北市政府最終在2016年春節期間將其全面拆除，忠孝橋與臺北車站間則改以619公尺長的平面道路連接。

## 歷史
1977年7月31日，強烈颱風薇拉侵襲北台灣，造成正在興建中的北門高架橋延平北路下行引道工程鋼架被吹落壓毀車輛。
1978年，台北市區端626公尺路段由台北市政府動工興建。
1979年，三重端519公尺路段由台灣省公路局動工興建。
1982年5月1日，完工通車。當時橋梁為收費道路，在三重端設有收費站，使用車輛必須繳交過路費。
1993年11月1日，凌晨起停止徵收過路費，同時拆除橋上收費站，減輕了尖峰時段嚴重的塞車問題。
1995年，北門高架橋延平北路、延平南路匝道拆除。
1999年，北門高架橋塔城街匝道拆除。
2016年2月7日至2月13日，台北市政府拆除北門高架橋，臺北府城北門被高架橋遮蔽達39年的景觀問題解決。
2024年8月20日上午7時3分，新北市三重區台1高架（忠孝橋）往北市方向、重安街上方前，發生聯結車鋼梁掉落。新北市府工務局表示，初步評估外側車道部分橋面板及護欄損壞，但橋梁主體結構沒有受損，後續將儘速進行縝密、詳細評估，再辦理修復工程，初估整體修復時間約需2個月，但會在安全無虞下儘量提前完成。

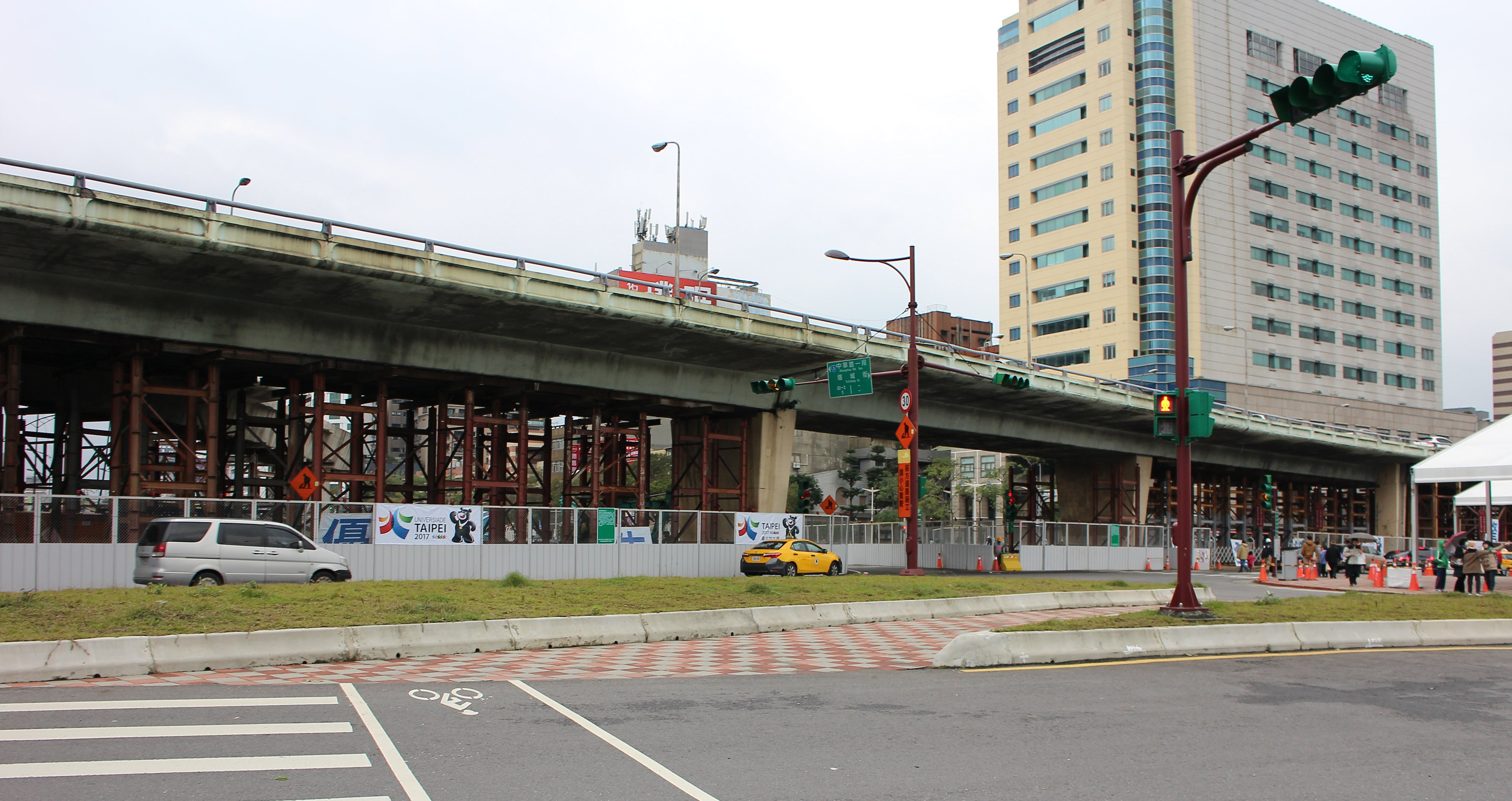
即將拆除前的北門高架橋
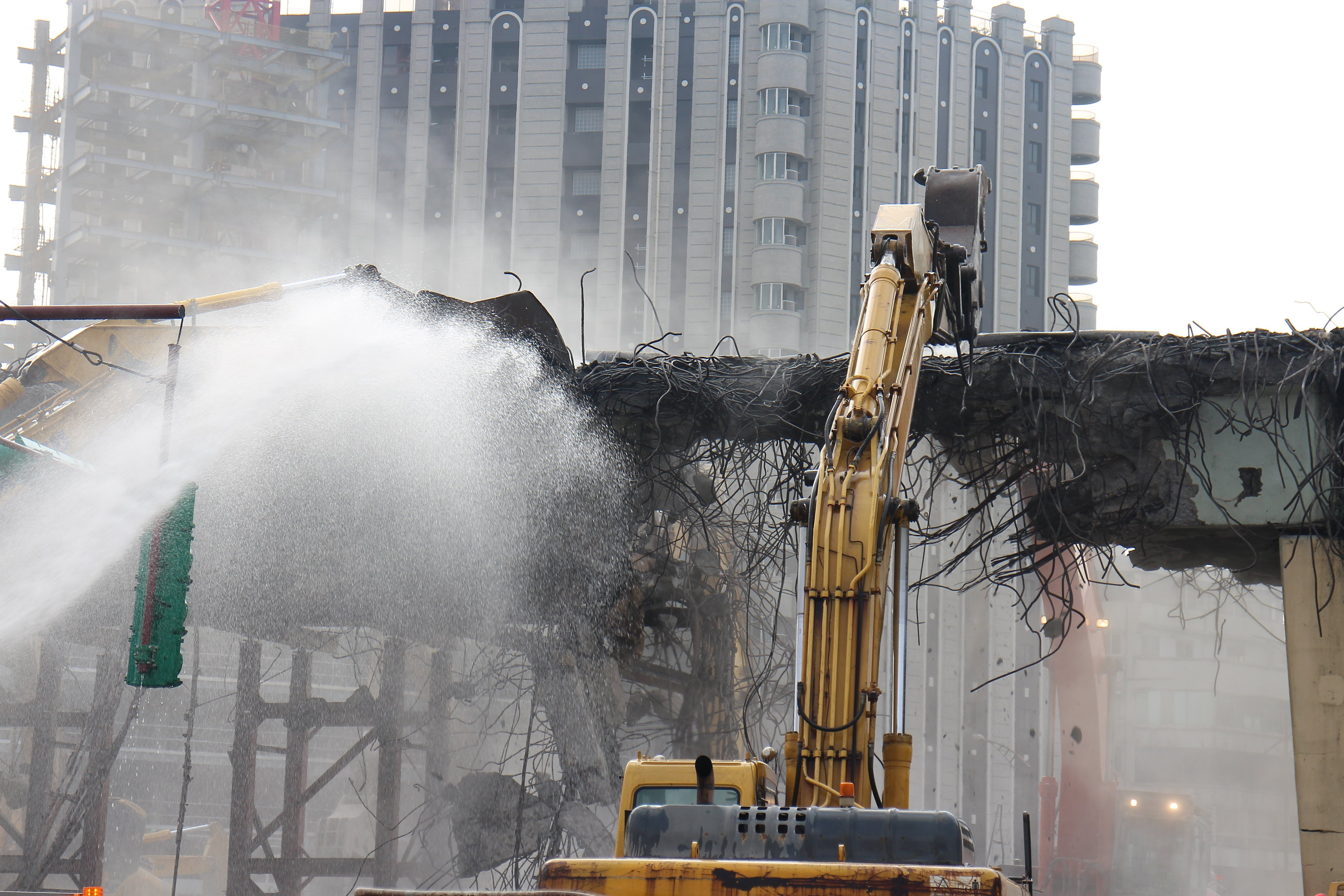
北門高架橋拆除工程首日（2016年2月7日）
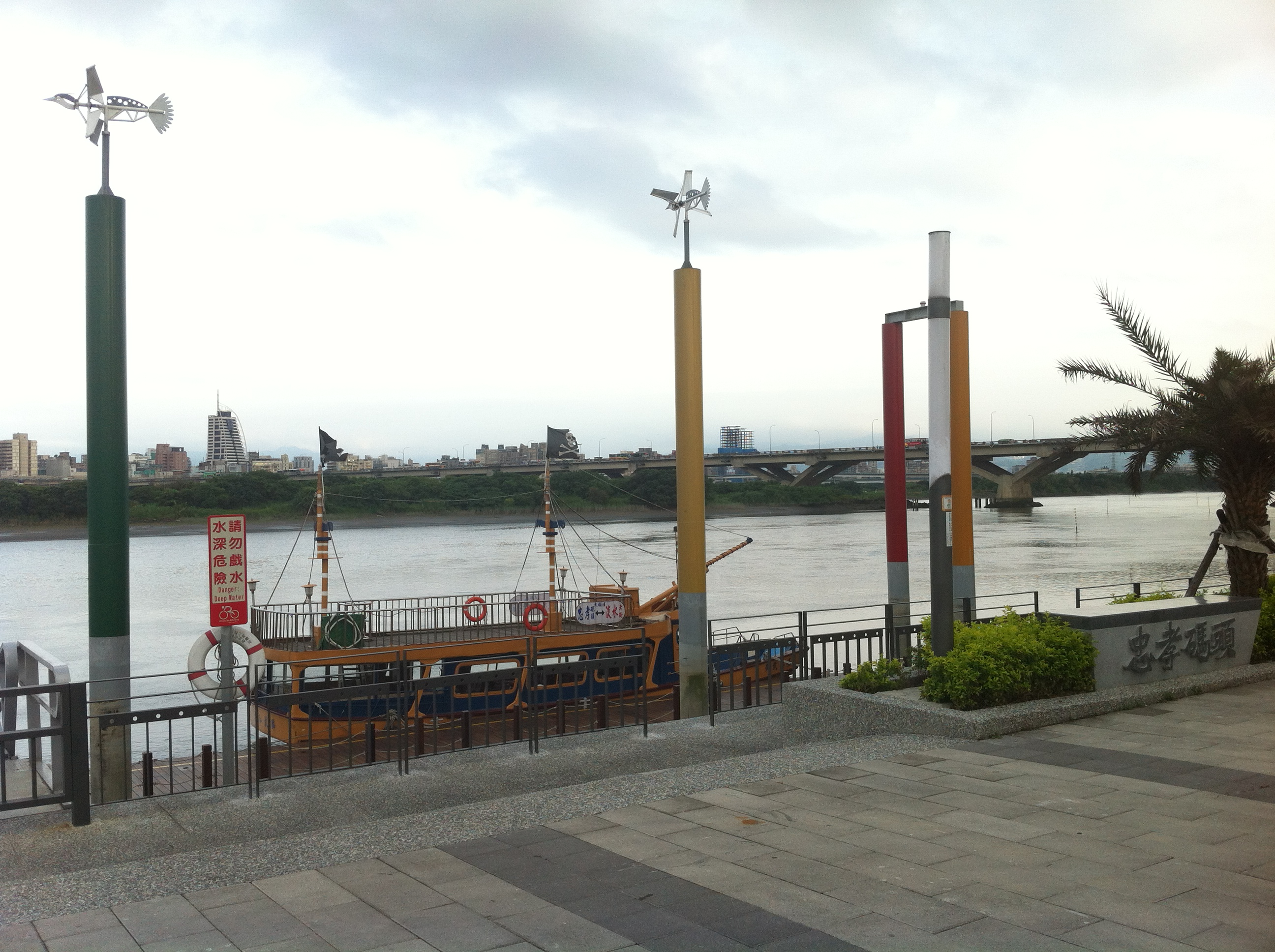
忠孝橋與三重忠孝碼頭

## 設計
忠孝橋由橋樑結構工程師林同棪設計，忠孝橋上結構呈T字形，主橋長519公尺，寬31.5公尺，往返各3線快車道、1線機車道及1線人行道。其上構為每跨11支的預力混凝土Lin-T梁，下構在牆式墩柱兩端向四角斜伸出四支柱子呈Y型，末端串以短梁構成框架，延長跨距以減少落墩數。橋墩呈Y字形，剛好與「同棪」第一個英文字母同，巧妙地將設計者 T.Y. LIN（林同棪）的名字嵌入設計中。

## 出入口列表
| 忠孝橋路線設施里程一覽表 |       |            |                   |                                                            |      |              |                                                         |
| 標誌                     | 里程  | 名稱       | 順樁預告          | 逆樁預告                                                   | 形式 | 通車日       | 銜接道路 →聯絡地區                                      |
| ↑主線接續忠孝西路        |       |            |                   |                                                            |      |              |                                                         |
|                          | 0.0   | 忠孝西路端 | 橋樑起點          | 橋梁終點                                                   | 匝道 | 1982年5月1日 | 忠孝西路、台3線（中華路） · →中正區、台北車站           |
|                          |       | 環河北路   | （僅北出南入）    | 南京西路 士林 北投 高速公路 南 市民大道 萬華 新店 高速公路 | 匝道 | 1982年5月1日 | 環河快速道路⇒ 環北交流道 市民大道⇒環東大道、 南港交流道 |
|                          | 1.038 | 中正南路   | 三重市區 橋樑終點 | （僅南出北入） 橋樑起點                                    | 匝道 | 1982年5月1日 | 重安街、中正南路 →三重區                                |
| ↓主線接續中山高架道路    |       |            |                   |                                                            |      |              |                                                         |